# Гі ван ден Стен
Граф Ґі ван ден Стен де Жее (фр. Guy van den Steen de Jehay, 24 серпня 1906 — 20 грудня 1999, Жее) — бельгійський скульптор, останній приватний володар замку Шато-Жее (фр. Château de Jehay). Також відомий як спортсмен-лижник, представляв Бельгію на міжнародних змаганнях.

## Біографія
Граф одружився 13 квітня 1940  у Клерфонтен-ан-Івлін на Марії-Естель Баркер (° 1919) ; вони розлучилися 26 липня 1948. Вдруге одружився 3 серпня 1948 у Челсі на Мойрі Батлер (1920-26 травня 1959), маркізі Ормонд, яка була ірландкою за походженням.
Після повернення у родовий замок Жее у 1950 році, подружжя зайнялося його цілковитим переобладнанням, яке продовжувалося після смерті дружини 26 травня 1959. Свій замок він продав провінції Льєж 20 липня 1978.
Його єдиний син Жерар помер 15 квітня 1985.
Граф Ґі ван ден Стен створив багато скульптур з бронзи та кованого чавуну, які розміщені у садах замка Шато-Жее. Стиль скульптур — еротичний або макабрічний.